# Patrouille Suisse
«Патруль Сюисс» (фр. Patrouille Suisse) — пилотажная группа швейцарских ВВС. Группа летает на шести лёгких многоцелевых истребителях F-5E Tiger II. Эскадрилья «Patrouille Suisse» была основана 8 августа 1964 года в составе Военно-воздушных сил Швейцарии. Название пилотажной группы было взято по аналогии с французской группой «Патруль де Франс».

## История
Выступления пилотажной группы начались в 1964 году на авиасалоне в Лозанне, за ним последовал групповой пилотаж на праздновании 50-й годовщины образования швейцарского Военно-Воздушного флота. В начале своей истории группа летала на четырёх истребителях-бомбардировщиках Hawker Hunter британского производства. С 1965 года группа ведёт счет своим плановым сезонам. В 1970 году эскадрилья приобрела пятый самолет.
География выступлений группы ограничивалась территорией Швейцарии. Это было связано с политическим нейтралитетом государства. Однако это ограничение упразднили в 1978 году, когда по приглашению французской стороны группа в составе уже шести самолетов посетила авиасалон во Франции. В 1991 году окраска самолетов группы претерпела изменения, включив в себя цвета швейцарского флага (красный и белый).
В 1994 году эскадрилья «Патруль Сюисс» сменила, прослужившие им тридцать лет самолеты Hawker Hunter на более скоростные и маневренные F-5E Tiger II. В 1996 году на самолётах группы были установлены дымогенераторы, чтобы сделать выступления более эффектными.
| Позывной      | Роль           | Имя                                       |
| ------------- | -------------- | ----------------------------------------- |
| Tiger Zero    | Командир       | Подполковник Nils Hämmerli «Jamie»        |
| Tiger Uno     | Ведущий        | Капитан Gunnar Jansen «Gandalf»           |
| Tiger Due     | Правый ведомый | Капитан Claudius Meier „Mac“              |
| Tiger Tre     | Левый ведомый  | Капитан David Pereira „Pepe“              |
| Tiger Quattro | Slot           | Капитан Martin Schär „Jaydee“             |
| Tiger Cinque  | 2nd Solo       | Капитан Lukas Nannini „Bigfoot“           |
| Tiger Sexi    | 1st Solo       | Капитан Michael Duft „Püpi“               |
| Tiger Sette   | Запасной пилот |                                           |
| Tiger Otto    | Speaker        | Подполковник Christian Trottmann «Trotti» |
| Tiger Nove    | Speaker        | Капитан Jody Bolomey „Jody“               |

Самолёты:
- J-3081
- J-3083
- J-3084
- J-3085
- J-3086
- J-3087
- J-3089 (запасной)

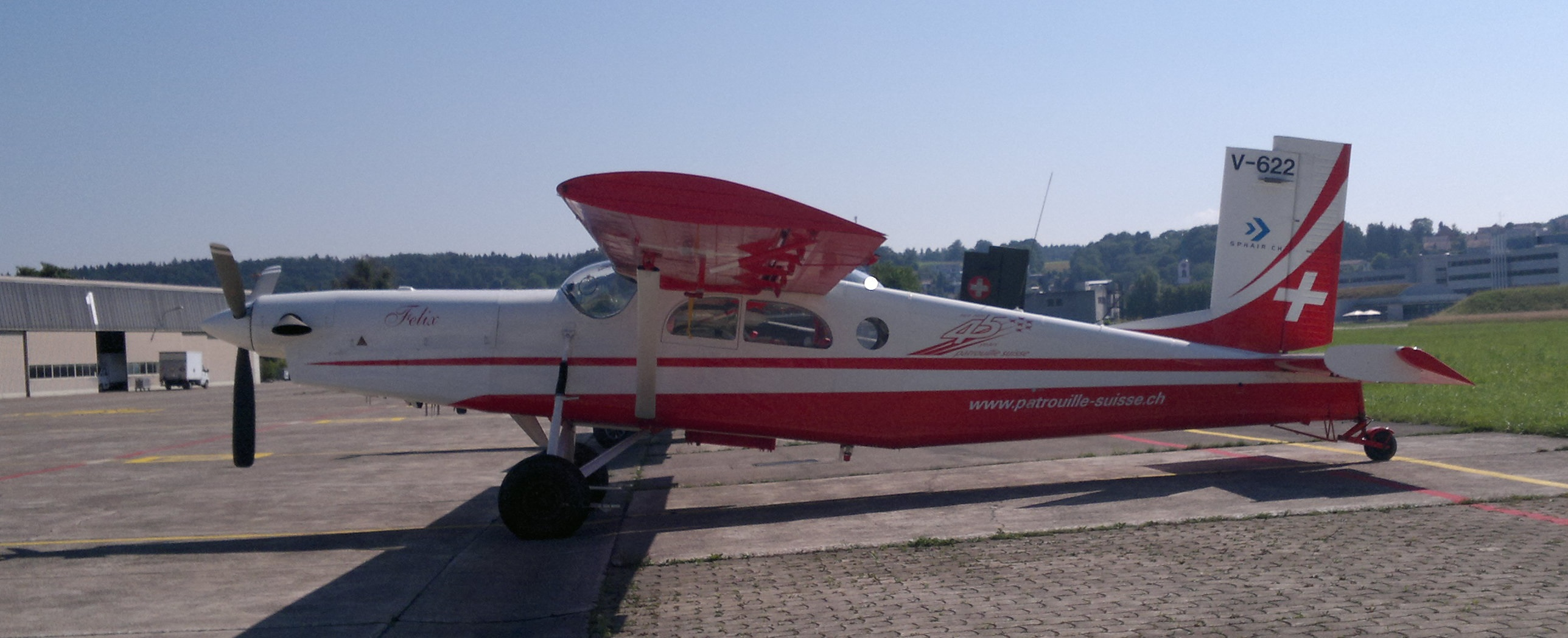
Patrouille Suisse PC-6 V-622 «Felix»

- V-622 «Felix» Pilatus PC-6 — транспорт

## Галерея

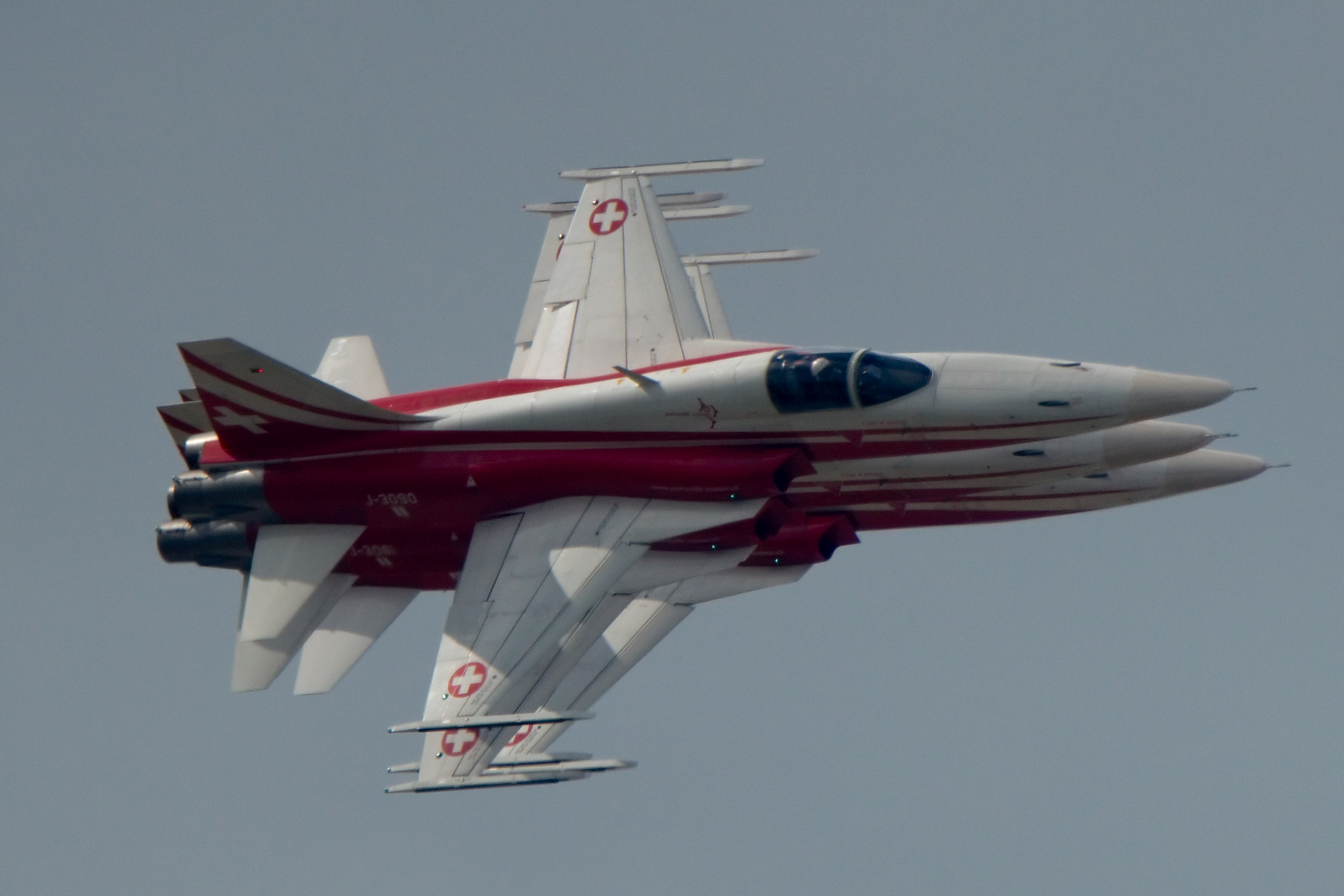
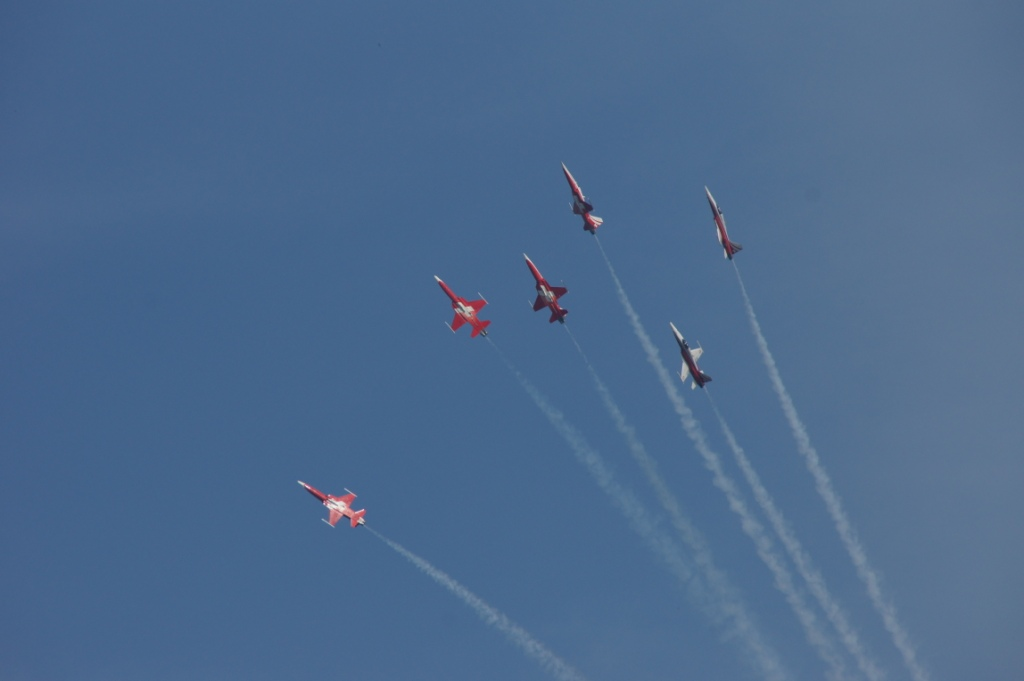
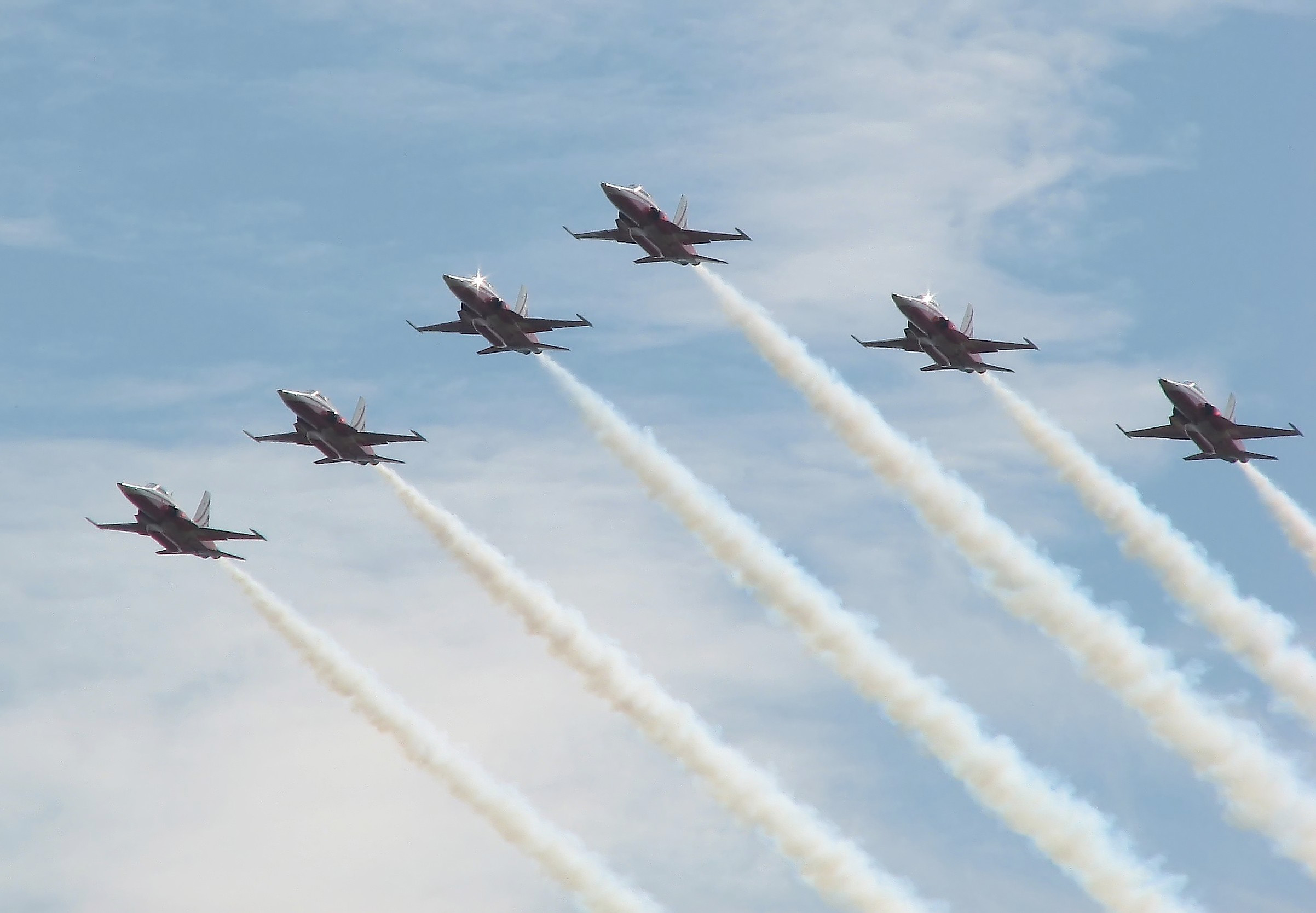
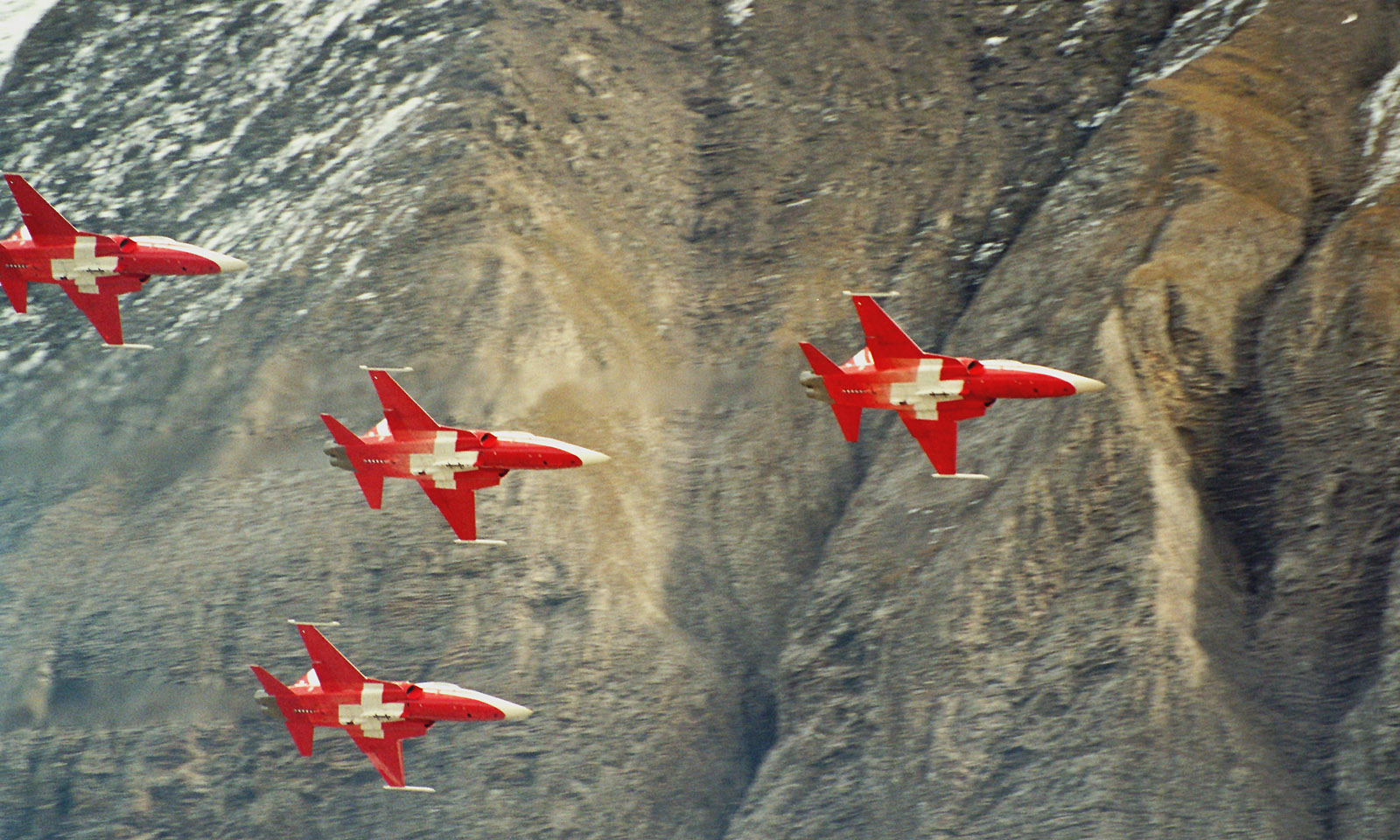
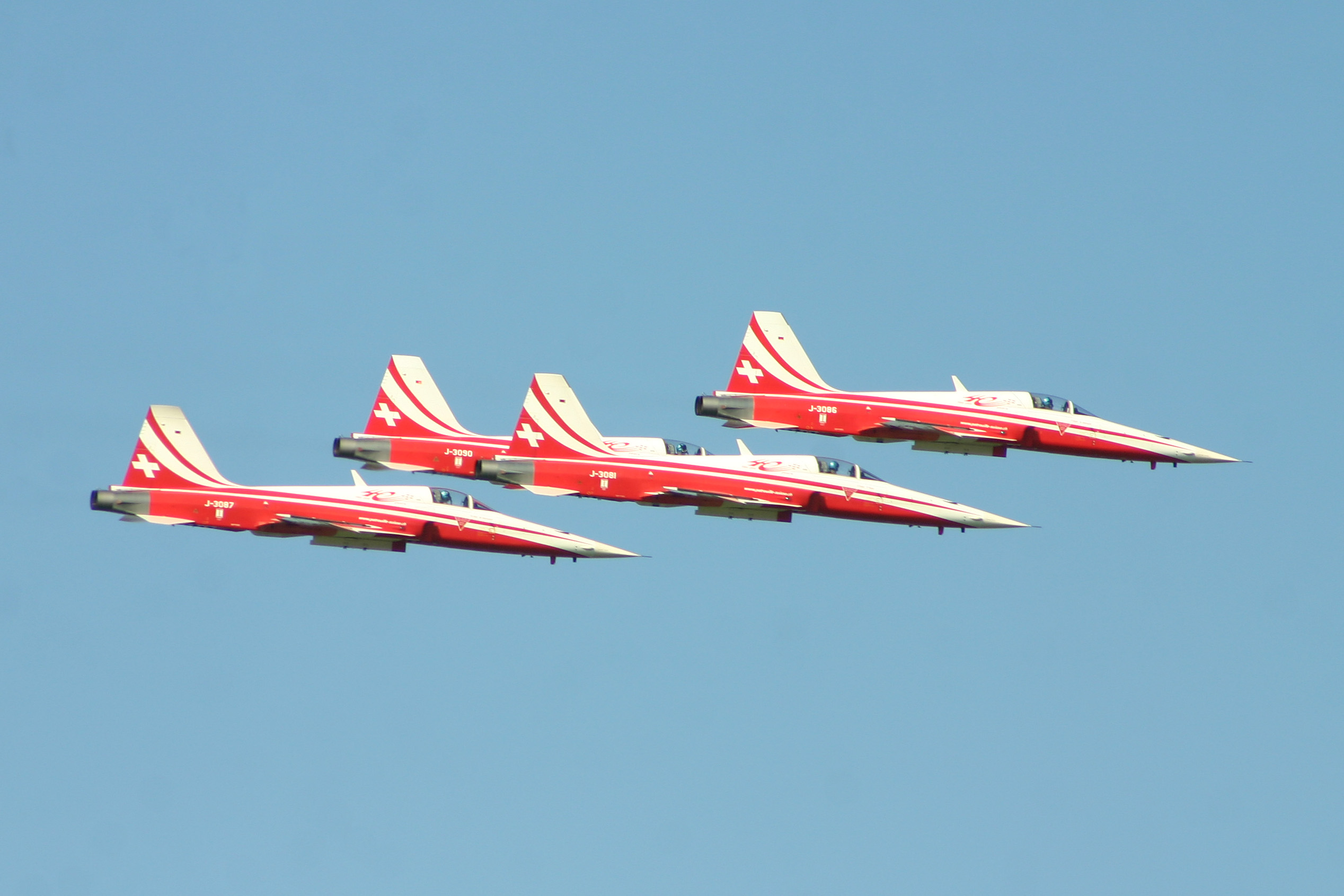
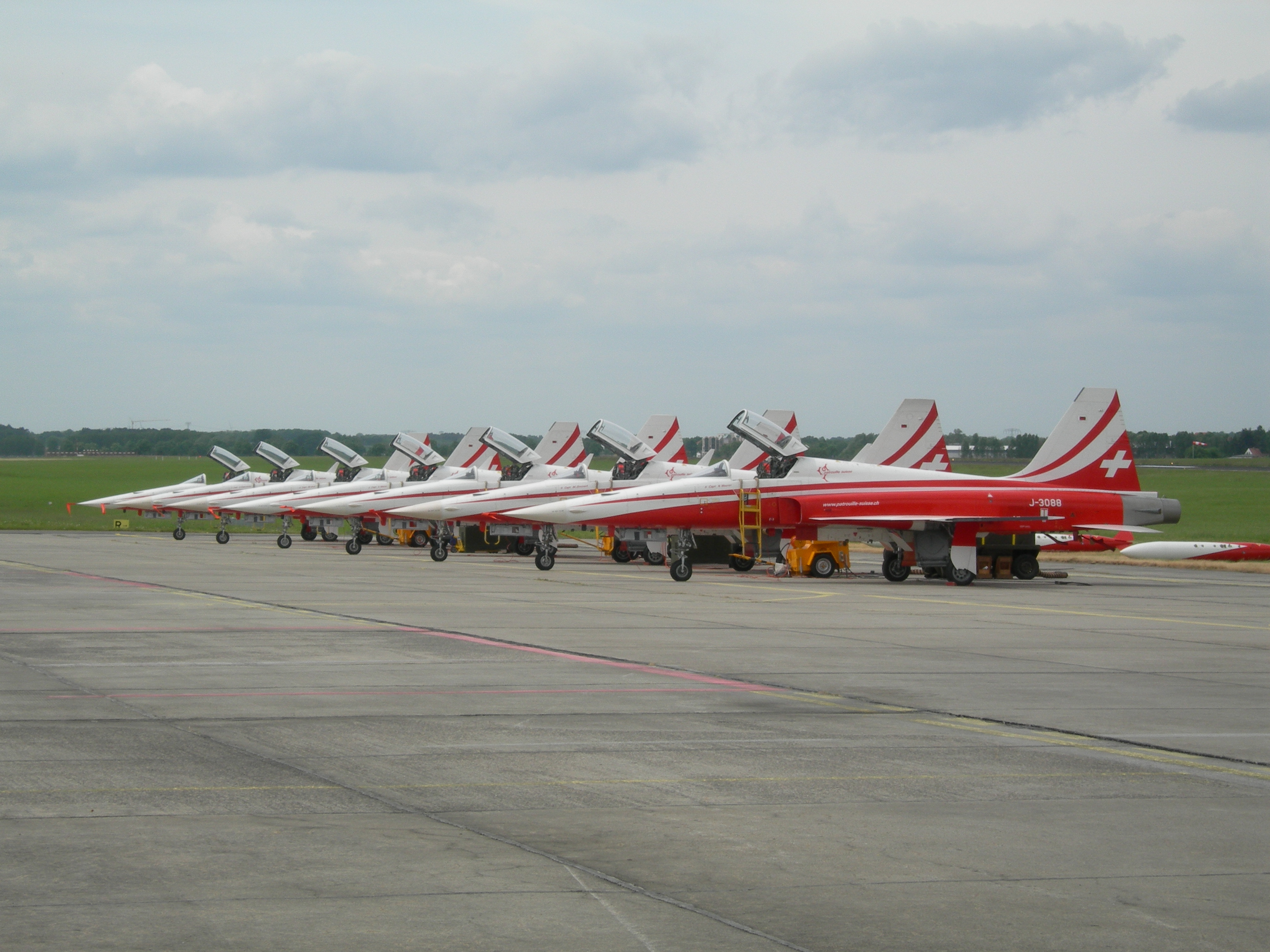
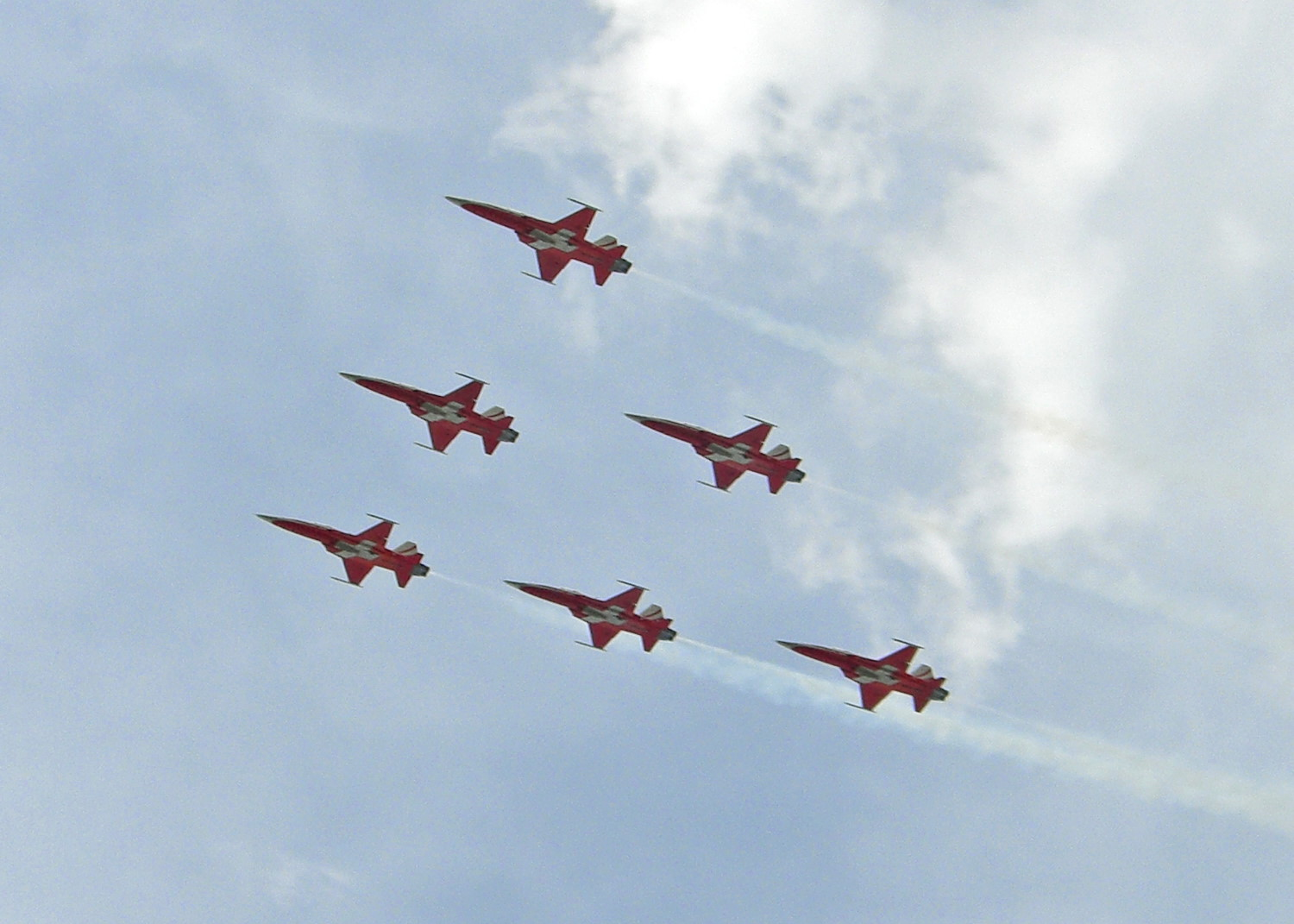

g